# Calyceraceae
Ordre
Famille
Classification APG III (2009)
Les Calyceraceae sont une famille de plantes dicotylédones de l'ordre des Asterales ; elle comprend 40 espèces réparties en 5 à 6 genres
Ce sont des plantes herbacées, annuelles ou pérennes, des régions tempérées à subtropicales d'Amérique du Sud.

## Étymologie
Le nom vient du genre type Calycera, composé des mots grecs καλυξ  / kalyx, « enveloppe ; calice », et κέρας  / keras, « corne d’animal », en référence au « calice adhérant avec l’ovaire infère (et) son limbe persistant, à cinq divisions, parfois épineuses ou en forme de corne.  A. Wahlen ».

## Classification
La classification phylogénétique APG II (2003) et la classification phylogénétique APG III (2009) situent cette famille dans les Asterales.

## Liste des genres
Selon Angiosperm Phylogeny Website (12 nov. 2015) :
- Acarpha (es) Griseb.
- Acicarpha Juss.
- Boopis (en) Juss.
- Calycera Cav.
- Gamocarpha (en) DC.
- Moschopsis (en) Phil.

Selon DELTA Angio (12 nov. 2015) et NCBI (12 nov. 2015) :
- Acicarpha
- Boopis
- Calycera
- Gamocarpha
- Moschopsis
- Nastanthus

## Liste des espèces
Selon NCBI (9 Jul 2010) :
- genre Acicarpha
  - Acicarpha procumbens
  - Acicarpha spathulata
  - Acicarpha tribuloides
- genre Boopis
  - Boopis anthemoides
  - Boopis gracilis
  - Boopis graminea
- genre Calycera
  - Calycera calcitrapa
  - Calycera crassifolia
  - Calycera cf. spinulosa TS 12888
- genre Gamocarpha
  - Gamocarpha alpina
  - Gamocarpha selliana
- genre Moschopsis
  - Moschopsis rosulata
- genre Nastanthus
  - Nastanthus caespitosus
  - Nastanthus patagonicus
  - Nastanthus spathulatus
  - Nastanthus sp. Iharlegui 2995